# أنقليس ثعباني منقط
أنقليس ثعباني منقط (الاسم العلمي: Ophichthus remiger) هو نوع من الأنقليس، يتبع فصيلة الأنقليس الثعباني.
وصفه أخيل فالنسيان في عام 1837، مبدئيًا تحت جنس Ophisurus. وهو عبارة عن ثعبان بحري شبه استوائي موجود في وسط وجنوب شرق المحيط الهادئ الشرقي، بما في ذلك نيكاراغوا وتشيلي وكولومبيا وكوستاريكا والإكوادور وبيرو وبنما.، ويعيش في الرواسب الرملية والطينية. يمكن أن يصل الطول الكلي الأقصى للذكور إلى 85 سنتيمتر (33 بوصة)، ولكن الأكثر شيوعا يصل طوله الكلي إلى 60 سنتيمتر (24 بوصة).
كلمة "remniger" في الاسم علمي هي نسبة إلى العينة النمطية ببورت رايم في تشيلي. يتكون غذاء الأنقليس الثعباني المنقط من الأسماك واللافقاريات. نظرًا لتواجده على نطاق واسع، وعدم وجود تهديدات كبرى معروفة، وعدم وجود انخفاض ملحوظ في عدد السكان، تدرج القائمة الحمراء للأنواع المهددة بالانقراض حاليًا الأنقليس الثعباني المنقط في قائمة الأنواع الغير مهددة.